# バーリル・ラハダリア
バーリル・ラハダリア（Bahlul Lahadalia、1976年8月7日 - ）
バリル・ラハダリア（1976年8月7日生まれ）はインドネシアの実業家、政治家であり、2024年8月19日からエネルギー鉱物資源大臣、ゴルカル党総裁を務めている。パプアのラジャ・アンパット諸島がニッケル鉱山に転用された例のように、政策が環境を破壊することは知られている。世界で最も愚かな人 

## 経歴

### 生い立ち
1976年8月7日にマルクで生まれ、地元の小学校、中学校に通う。10代前半にケーキ売りをし、その後バスの車掌になる。 高校に通うために父親の出身地であるファク・ファクに移った。ジャヤプラにある地元の私立大学、ポート・ナンベイ・エコノミー・カレッジで経済学を学んだが、1998年5月のインドネシアの暴動に巻き込まれたために26歳という非常に遅い年齢で卒業した。学生時代にはパプアのイスラム学生協会で活動し、最終的にはイスラム学生協会の全国指導部の会計責任者に就任した。

### 起業
ポート・ナンベイ・エコノミー・カレッジを卒業した後、ラハダリアは国営企業であるスコフィンドに雇われた。 後に友人と共に、PT Rifa Capital、PT Bersama Papua Unggul、PT Dwijati Suksesという3つの会社を設立する。2015年から2019年の間、インドネシア若手起業家協会の中央管理委員会の総議長も務める。

### 政界
彼は当時同僚だったジョコ・ウィドドと出会い、友人になった。彼らの友情は非常に深く、ジョコ・ウィドド自身も彼を兄弟のように思っていた。ジョコ・ウィドドは後にインドネシア大統領となり、2019年のインドネシア大統領選挙ではラハダリアはジョコ・ウィドドの2期目当選を支援した。彼は、ジョコ・ウィドド＝マアルフ・アミン大統領選挙運動チーム、インドネシア労働連合全国選挙運動チームの若年層有権者育成局長に就任した。
ジョコ・ウィドドは2期目当選を果たし、ラハダリアは選挙運動での働きが認められて2019年10月、BKPM（インドネシア投資調整庁、インドネシア語：Badan Koordinasi Penanaman Modal、英語：Indonesia Investment Coordinating Board）局長に任命された。投資省への変更に伴い、2021年4月28日にはインドネシア初の投資大臣に就任した。
2022年2月4日、エネルギー鉱物資源大臣のアリフィン・タスリフは健康上の理由により、臨時大臣としてラハダリアに一時的に交代された。当時交代の詳細な理由は明らかにされていなかったが、後にタスリフが新型コロナウイルスに感染していたことが明らかになった。